# Ризигк
Ризигк (нем. Riesigk) — деревня в федеральной земле Германии Саксония-Анхальт, в районе Виттенберг.
Парк (площадь — 112 га) в городе Верлиц (3 км) от Дессау и от Виттенберга с дворцом Леопольда III, построенным в 1773 г., считается одним из красивейших английских парков Европы (ЮНЕСКО).

## История
Деревня Ризигк  впервые упоминается в 1200 году.

## Достопримечательности

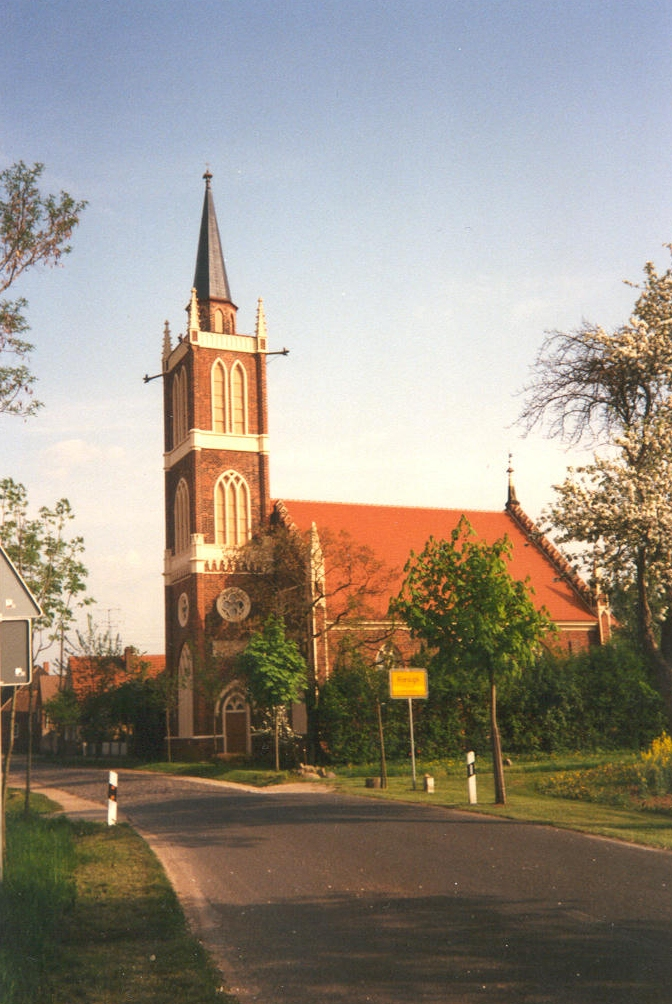

### Церковь
В 1800 году была построена церковь.